# エフエム愛知
株式会社エフエム愛知（エフエムあいち、FM AICHI）は、愛知県を放送対象地域としてFM放送（超短波放送）を行う特定地上基幹放送事業者である。コールサインはJOCU-FM。全国FM放送協議会（JFN）系列局。

## 概要
1969年12月24日に開局した。営利事業者による民間FM放送局としては日本で最初に開局し、1981年に発足した全国FM放送協議会（JFN）の当初からの加盟局でもある。

当局含めたJFN系列38局はACジャパン（旧・公共広告機構）の正会員企業の一つである。
略称は『FMA』。愛称は度々変更されており、開局50周年の記念日である2019年12月24日からは以前使用していた『FM AICHI』が再び使用されている。キャッチコピーは『RIDE ON MY RADIO!』。詳細は#歴史を参照のこと。
放送対象地域は愛知県であるが、本局の電波が濃尾平野の広範囲に届くことから、三重県（主に北中部の伊勢湾沿岸）、岐阜県（主に美濃地方と飛騨地方の下呂市）、静岡県（主に西部と中部）
、長野県（主に南部）で聴取ができ、リスナーも多い。特に岐阜県は2000年代に入るまでFM放送局はなかったこともあり、現在でも積極的に岐阜県内の話題を取り上げることがある。
マスコットキャラクターとして名古屋在住の落語家・漫画家である雷門獅篭がデザインした『チルナちゃん』が存在したが、@FMへの変更時を境に使用されなくなった。
送信所が中京テレビ旧本社・本局にある関係から、現在でも主に同局主催ないしは同局の事実上の親会社になる読売新聞主催のイベントCMが流れることが多い。
2001年4月の使用開始から2003年4月までのKiss FM KOBEがJFNに加盟するまでの2年間、唯一JFN系列の中でJFN共通ジングルが流れなかった局でもある。

## 事業所
- 本社・演奏所：愛知県名古屋市中区千代田二丁目15番18号 名古屋通信ビル7階（〒460-8388）
- 東京支社：東京都千代田区麹町一丁目8番地 JFNセンター6F（〒102-0083）

## 歴史
日本初の民間FM放送は、後にエフエム東京に改組したFM東海によるものであるが、FM東海は学校法人東海大学が設立した実験局（現実験試験局）による非営利のもの（ただし、一時期併設されていた実用化試験局には広告放送（CM）が認められていた。）であり、一般放送事業者（現:民間特定地上基幹放送事業者）の放送局（現:地上基幹放送局）によるものは、エフエム愛知が最古である。
開局から1980年末頃までは、歌謡曲・演歌以外にもクラシックや民族音楽（ワールドミュージック）など多彩な音楽ジャンルが放送されており、さながらスタンスとしては今日のNHK-FMに類するところがあった。中でも名古屋フィルハーモニー交響楽団が演奏する曲を放送する『名フィルへのお誘い』は同局の看板番組の一つとして長期間放送された。しかし後述するZIP-FMの開局やJ-POPの勃興により、これらのジャンルの曲は徐々に縮小・終了し、クラシックに関しては、2006年に『名フィルへのお誘い』が終了した後、恒常的に流れるのはオープニングとクロージングの時のみになっていたものの、2014年に『ダイドー おは・クラ・サタデー with セントラル愛知交響楽団』の開始によりクラシックを扱う定期番組が復活したのに続き、2016年4月に『名フィル クラシック・スクエア』として名フィルの定時番組も復活した。
長らく、11時台前半を、愛知県教育委員会提供の教育放送2番組に充てていた。このため、他地域ではこの時間に放送されていたJFN全国ネット番組（『AGFコーヒータイム』など）が30分前倒しで放送されていた。
- 1968年（昭和43年）9月30日 - 東海電波監理局に対し、「中京文化放送」の名称でFM放送局開設免許を申請[7]。
- 1969年（昭和44年）
  - 5月28日 - 本多静雄が中心となって「愛知音楽放送」（あいちおんがくほうそう）として創立。後に社名を「愛知音楽エフエム放送」（あいちおんがくエフエムほうそう）に変更。
  - 12月24日 - 日本初の民放FMラジオ局として、名古屋商工会議所ビルにおいて開局[8]。最初にかかった曲は、ドヴォルザークの交響曲第9番『新世界より』第4楽章である[8]。
- 1974年（昭和49年）6月1日 - 「愛知音楽エフエム放送株式会社」から、現社名の「株式会社エフエム愛知」に社名変更。
- 1979年（昭和54年）10月10日 - 10:00 - 20:00に、10周年を記念した「10時間電話リクエスト」を放送。
- 1981年（昭和56年） - 開局当時の名古屋商工会議所から現在の名古屋通信ビルに本社を移転[9]。
- 1989年（平成元年） - 開局20周年を記念した、盛大なパーティーを実施。招待状はおよそ800封贈られた。
- 1991年（平成3年） -  呼称をそれまでの「FM愛知」から「FM AICHI」に変更。それまで番組名にはコールサインの「JOCU」を使用していたが、「FMA」の使用を開始した。FMAロゴの使用も開始。
- 1993年（平成5年） - 4月に、それまでのワイド番組を大幅に改編し、「P-POP STATION」開始。同時に局の呼称（コミュニケーションネーム）として「P-POP STATION」の使用を開始[注 6]。これは同年10月1日に愛知県で2局目の民放FM局であるZIP-FMが開局することを踏まえてのこと。ZIP-FMの開局以降は両者が激烈な聴取率獲得競争を演じている[注 7]。
- 1996年（平成8年） - 文字多重放送（見えるラジオ）開始。コールサインはJOCU-FCM。
- 1998年（平成10年） - 3月末に「P-POP STATION」が終了し、4月より呼称を「FMA」に戻す。キャッチコピーは「Feel-More-Action」。
- 2001年（平成13年） - それまでの放送中などの呼称を、「FMA」から「FM AICHI」に戻す。なお、ロゴマークは「I」の字をエクスクラメーションマークに変え、「C」「H」を小文字にした「FM A!ch!」表記としていた。放送上では、後に「FM AICHI 807」（エフエムアイチ はちまるなな）と呼ばれるようになった[注 8]。
- 2008年（平成20年） - 9月1日 - 緊急地震速報の運用を中京地区民放ラジオ7社(CBCラジオ・東海ラジオ・ぎふチャン（岐阜放送）・ZIP-FM・FM GIFU・radio CUBE FM三重)と同時に開始
- 2009年（平成21年） - 開局40周年に伴うイベント・企画・特別番組を実施。特別番組「FM AICHI 40th Anniversary Special "MUSICATION"」を放送。（第1弾は4月29日）[10]。キャッチコピーは「アイチカラ」とした。
- 2011年（平成23年）3月25日 - CBCラジオ・東海ラジオ・ぎふチャン（岐阜放送）・ZIP-FM・radio CUBE FM三重と同時にradikoの実用化試験放送を開始。対象エリアは東海3県[注 9]。同時にradikoの聴取層に合わせた番組作りも検討している[11]。
- 2014年（平成26年）
  - 3月31日 - 文字多重放送を廃止。
  - 4月1日 - 開局45周年を迎えたことに伴い、番組の改編を実施。キャッチワードは「make a smile」で、番組名にも2015年3月までの1年間、smileが使われていた。
- 2015年（平成27年）4月1日 - 愛称を「FM AICHI」から「＠FM」に変更[注 10]。放送上での呼称は「＠FM807」(アットエフエム・エイトオーセブン)とした。当時のキャッチフレーズは「FM AICHIは＠FM（アットエフエム）として2015.4.1 EVOLUTION!」。由来は「＠（アット）」にはアルファベットで最初の文字であり、愛知の「A」を想起させる「＠」、「＠（=at）」という言葉に「居場所」・「帰る場所」・「生活の場所」・「情報の場所」・「音楽の場所」など、全てがここにあるという意味合いを込めたもの。同時に平日のワイド番組を全て刷新する大幅改編を行い、番組名で「a」を用いるところに「＠」を当てはめた[12]。なお、WEBサイトのドメイン名は「fma.co.jp」のままだが、メールアドレスのドメイン名が変わり、「（×××）@fm807.com」（アットエフエム・エイトオーセブン・ドットコム[注 11]）となった。また、中日新聞、読売新聞などの新聞各紙のラジオ欄も同日付で「FM AICHI」から「＠FM」の表記に変更された。
- 2016年（平成28年）7月24日 - 午前0時頃にサーバーへの不正アクセスが発生し、メール会員データの情報の一部約11万件が流出した可能性があると発表[13]。
- 2018年（平成30年）4月1日 - 放送上での呼称を「＠FM80.7」（アットエフエム・エイティーポイントセブン）へと変更した。キャッチコピーとして「J HITS RADIO」を設定し、ジングルも変更された。また、メッセージ・リクエストの受付として、メールアドレスの使用を廃止し、ホームページからの送信のみとなった。
- 2019年（令和元年）12月24日 - 開局50周年の記念日に際し、愛称を「＠FM」から「FM AICHI」[14]に戻した。ブランドシンボルとして愛知（AICHI）の“A”を円形で囲った「Action Button」をバーチャルアイデンティティとしてデザイン。キャッチコピーは「RIDE ON MY RADIO!」で、既存の番組の一部[注 12]を除き、番組名の「＠」から「A」または「a」へと変更した。一方でこれまで多彩だったジングルは一つに統一され、番組冒頭には"RIDE ON MY RADIO! FM AICHI...."ではじまるものへと変わった。

## 周波数・出力
| 親局   | 周波数  | 空中線電力 | 実効輻射電力 | コールサイン | 放送対象地域 | 放送区域 内世帯数 | 偏波面   | 備考         |
| ------ | ------- | ---------- | ------------ | ------------ | ------------ | ----------------- | -------- | ------------ |
| 名古屋 | 80.7MHz | 10kW       | 39 kW        | JOCU-FM      | 愛知県       | -                 | 水平偏波 | ステレオ放送 |
| 中継局 | 周波数  | 空中線電力 | 実効輻射電力 | コールサイン | 放送対象地域 | 放送区域 内世帯数 | 偏波面   | 備考         |
| 豊橋   | 81.3MHz | 50W        | 105W         | なし         | 愛知県       | 不明              | 水平偏波 | ステレオ放送 |

## 資本構成
企業・団体は当時の名称。出典：

### 2015年3月31日 - 2016年3月31日
| 資本金 | 発行済株式総数 | 株主数 |
| ------ | -------------- | ------ |
| 2億円  | 400,000株      | 27     |

| 株主 | 株式数   | 比率  |
| ---- | -------- | ----- |
| NDS  | 48,000株 | 12.0% |

## 放送形態
- 5:00を起点にした24時間放送。ただし日曜日のみ26:00（翌月曜2:00）で放送休止。月曜日は5:00から放送を再開する[注 14]。2008年9月までの長い間は26:00（翌月曜2時）で休止[注 15]していたが、一時期以下のような変動があった。
  - 2008年10月 - 2009年3月は25:00で休止。
  - 2009年4月 - 2009年5月は24:00で休止。
  - 2009年6月は24:30で休止。
  - 2009年7月 - 2010年9月は再び25:00で休止[注 15]。
  - 2010年10月 - 2012年3月は25:55で休止。
  - 2012年4月 - 2012年10月は再度25:00で休止。
  - 2012年11月より約4年ぶりに26:00休止。
  - 2013年4月より再び25:00休止となる。
  - 2014年6月時点は25:55休止。
  - 2015年10月時点は25:30休止。
  - 2016年11月から現在は26:00休止。
- なお、選挙特番・東日本大震災の報道特番・FIFAワールドカップ（2014年ブラジル大会）中継のため、24時間放送を実施したこともある。日曜深夜〜月曜早朝は放送を休止するが、2017年12月31日（日）〜2018年1月1日（月）は新春特番で休止時間帯も放送を実施した。なお、2023年〜2024年の年越しも日曜深夜だったが、通常通り放送を休止した。
- 2018年6月24日は2018 FIFAワールドカップの試合中継を放送し、通常番組は試合終了後に繰り下げて放送したため放送休止の開始時刻を40分繰り下げし、26:40（翌2:40）まで放送した。
- 2024年6月24日は放送休止明けの午前5時から放送している monthly album recommendを休止して午前6時から放送のONE MORNING AICHIから放送を開始。
- 時報音は「ポーン」（ド高音）となっている。なお、radikoでは時報音がカットされている。
- なお、クロージング前の午前2時の時報はなく、クロージング終了後は午前2時06分に完全停波する。

### オープニング・クロージング
- 1980年代から＠FMに変わる2015年3月までのオープニングはモーツァルトの『ディヴェルティメント第17番ニ長調K.334（320b） 第3楽章 メヌエット』。クロージングはドビュッシーの『ベルガマスク組曲第3曲 月の光』が使用されていた。それ以前から、オープニングないしクロージングはクラシックの曲が使用されている。オープニング時は演奏後に、クロージング時は演奏前に男声のアナウンスで挨拶と放送開始（もしくは放送終了）の旨を伝える告知・名古屋と豊橋の周波数・コールサインを述べていた。
- ＠FMに変更した2015年4月からオープニング、クロージングが刷新され、共に東條裕アナウンサーのナレーションで進行する。放送局名は「＠FM、エフエム愛知」としていた。ナレーション内容はこれまでと変わらないものの、オープニングはピアノの曲、クロージングはコシミハルの『星に願いを』などになった。
- 2019年12月24日に愛称を「FM AICHI」に戻したが、変更点は2015年4月以降使用されているオープニング、クロージングから「＠FM」と言われる部分を削除したのみである。

## 番組
- 番組の放送時間等は2025年（令和7年）7月時点。
- 最新の番組表は公式サイトの番組表を参照[20]
- 番組については、プログラムインデックスを参照[21]を参照。
- 太字は自社制作番組
- [J]はJFNC制作番組
- [i]はinterFM制作番組
- [T]はTOKYO FM制作番組
- [OH]はFM OSAKA制作番組。
- [G]は、AIR-G' FM制作番組。

平日の朝から夕方及び土曜の朝は、『FM AICHI HEADLINE NEWS』を随時放送し、一部の時間帯のみ2020年4月より「JFNニュース」。日曜の全ての時間帯と土曜の大部分の時間帯は、2021年4月より『JFNニュース』を放送している。
※年末年始などの特番では放送時間・放送内容・出演者等が大幅に変更される場合があるため注意。近年は12月30日・31日は自社制作枠でネット特番が入らない限り『FM AICHI YEAREND SPECIAL』、1月1日- 3日は自社制作枠でネット特番が入らない限り『FM AICHI NEWYEAR SPECIAL』でタイトルを固定する。

### 平日こ
| 時                                                                                       | 月曜 | 火曜 | 水曜 | 木曜 | 金曜 |
| ---------------------------------------------------------------------------------------- | --- | --- | --- | --- | --- |
| 5                                                                                        | 5:00 monthly album recommend - 山内智貴 | 5:00 monthly album recommend - 山内智貴 | 5:00 monthly album recommend - 山内智貴 | 5:00 monthly album recommend - 山内智貴 | 5:00 [J] Everlasting Music - 桐山漣 |
| 5:30                                                                                     | 5:00 monthly album recommend - 山内智貴 | 5:00 monthly album recommend - 山内智貴 | 5:00 monthly album recommend - 山内智貴 | 5:00 monthly album recommend - 山内智貴 | 5:30 TAKE ON ENERGY MUSIC ‐ 江籠裕奈、平野隆広 |
| 6                                                                                        | 6:00 ONE MORNING AICHI - 重田優平（月 - 木）、 山内智貴（金） - 7:00 - 7:30 [T] ONE MORNING内Aラインコーナー - ユージ、吉田明世 - 6:55 [T] MY OLYMPIC - 荒川静香（奇数月）、高橋尚子（偶数月） | 6:00 ONE MORNING AICHI - 重田優平（月 - 木）、 山内智貴（金） - 7:00 - 7:30 [T] ONE MORNING内Aラインコーナー - ユージ、吉田明世 - 6:55 [T] MY OLYMPIC - 荒川静香（奇数月）、高橋尚子（偶数月） | 6:00 ONE MORNING AICHI - 重田優平（月 - 木）、 山内智貴（金） - 7:00 - 7:30 [T] ONE MORNING内Aラインコーナー - ユージ、吉田明世 - 6:55 [T] MY OLYMPIC - 荒川静香（奇数月）、高橋尚子（偶数月） | 6:00 ONE MORNING AICHI - 重田優平（月 - 木）、 山内智貴（金） - 7:00 - 7:30 [T] ONE MORNING内Aラインコーナー - ユージ、吉田明世 - 6:55 [T] MY OLYMPIC - 荒川静香（奇数月）、高橋尚子（偶数月） | 6:00 ONE MORNING AICHI - 重田優平（月 - 木）、 山内智貴（金） - 7:00 - 7:30 [T] ONE MORNING内Aラインコーナー - ユージ、吉田明世 - 6:55 [T] MY OLYMPIC - 荒川静香（奇数月）、高橋尚子（偶数月） |
| 7                                                                                        | 6:00 ONE MORNING AICHI - 重田優平（月 - 木）、 山内智貴（金） - 7:00 - 7:30 [T] ONE MORNING内Aラインコーナー - ユージ、吉田明世 - 6:55 [T] MY OLYMPIC - 荒川静香（奇数月）、高橋尚子（偶数月） | 6:00 ONE MORNING AICHI - 重田優平（月 - 木）、 山内智貴（金） - 7:00 - 7:30 [T] ONE MORNING内Aラインコーナー - ユージ、吉田明世 - 6:55 [T] MY OLYMPIC - 荒川静香（奇数月）、高橋尚子（偶数月） | 6:00 ONE MORNING AICHI - 重田優平（月 - 木）、 山内智貴（金） - 7:00 - 7:30 [T] ONE MORNING内Aラインコーナー - ユージ、吉田明世 - 6:55 [T] MY OLYMPIC - 荒川静香（奇数月）、高橋尚子（偶数月） | 6:00 ONE MORNING AICHI - 重田優平（月 - 木）、 山内智貴（金） - 7:00 - 7:30 [T] ONE MORNING内Aラインコーナー - ユージ、吉田明世 - 6:55 [T] MY OLYMPIC - 荒川静香（奇数月）、高橋尚子（偶数月） | 6:00 ONE MORNING AICHI - 重田優平（月 - 木）、 山内智貴（金） - 7:00 - 7:30 [T] ONE MORNING内Aラインコーナー - ユージ、吉田明世 - 6:55 [T] MY OLYMPIC - 荒川静香（奇数月）、高橋尚子（偶数月） |
| 8                                                                                        | 8:00 [T] イエローハット TODAY'S KEY NUMBER - ユージ、吉田明世 | 8:00 [T] イエローハット TODAY'S KEY NUMBER - ユージ、吉田明世 | 8:00 [T] イエローハット TODAY'S KEY NUMBER - ユージ、吉田明世 | 8:00 [T] イエローハット TODAY'S KEY NUMBER - ユージ、吉田明世 | 8:00 [T] イエローハット TODAY'S KEY NUMBER - ユージ、吉田明世 |
| 8                                                                                        | 8:10 [T] NEW TREND ONE - ユージ、吉田明世 | 8:10 [T] KINKATSU TREND ONE - ユージ、 吉田明世 | 8:10 [T] NEW TREND ONE - ユージ、 吉田明世 | 8:10 [T] 龍角散 presents 「輝け！祭りの声！ #お祭りレコメンド」 - ユージ、吉田明世 | 08:10 [T] Hand in Hand - ユージ、吉田明世 |
| 8                                                                                        | 8:20 MORNING BREEZE - 水城あやの（月 - 水）、小林美鈴（木・金） | 8:20 MORNING BREEZE - 水城あやの（月 - 水）、小林美鈴（木・金） | 8:20 MORNING BREEZE - 水城あやの（月 - 水）、小林美鈴（木・金） | 8:20 MORNING BREEZE - 水城あやの（月 - 水）、小林美鈴（木・金） | 8:20 MORNING BREEZE 10:50 [G]LiLiCoの スウェーデン通信 - LiLiCo |
| 9                                                                                        | 8:20 MORNING BREEZE - 水城あやの（月 - 水）、小林美鈴（木・金） | 8:20 MORNING BREEZE - 水城あやの（月 - 水）、小林美鈴（木・金） | 8:20 MORNING BREEZE - 水城あやの（月 - 水）、小林美鈴（木・金） | 8:20 MORNING BREEZE - 水城あやの（月 - 水）、小林美鈴（木・金） | 8:20 MORNING BREEZE 10:50 [G]LiLiCoの スウェーデン通信 - LiLiCo |
| 10                                                                                       | 8:20 MORNING BREEZE - 水城あやの（月 - 水）、小林美鈴（木・金） | 8:20 MORNING BREEZE - 水城あやの（月 - 水）、小林美鈴（木・金） | 8:20 MORNING BREEZE - 水城あやの（月 - 水）、小林美鈴（木・金） | 8:20 MORNING BREEZE - 水城あやの（月 - 水）、小林美鈴（木・金） | 8:20 MORNING BREEZE 10:50 [G]LiLiCoの スウェーデン通信 - LiLiCo |
| 10:50 [T] あぐりずむ - 川瀬良子                                                          | | | | | 8:20 MORNING BREEZE 10:50 [G]LiLiCoの スウェーデン通信 - LiLiCo |
| 11                                                                                       | 11:00 [T] ディア・フレンズ - 坂本美雨 | 11:00 [T] ディア・フレンズ - 坂本美雨 | 11:00 [T] ディア・フレンズ - 坂本美雨 | 11:00 [T] ディア・フレンズ - 坂本美雨 | 11:00 [T] Yuming Chord - 松任谷由実 |
| 11                                                                                       | 11:30 DAYDREAM MAGIC - 吉川朋江（月・火）、高橋萌（水・木） - 13:00 [J] デイリーフライヤー - 大橋俊夫（月・火）、井門宗之（水・木） - 13:08、14:15 ラジオショッピング | 11:30 DAYDREAM MAGIC - 吉川朋江（月・火）、高橋萌（水・木） - 13:00 [J] デイリーフライヤー - 大橋俊夫（月・火）、井門宗之（水・木） - 13:08、14:15 ラジオショッピング | 11:30 DAYDREAM MAGIC - 吉川朋江（月・火）、高橋萌（水・木） - 13:00 [J] デイリーフライヤー - 大橋俊夫（月・火）、井門宗之（水・木） - 13:08、14:15 ラジオショッピング | 11:30 DAYDREAM MAGIC - 吉川朋江（月・火）、高橋萌（水・木） - 13:00 [J] デイリーフライヤー - 大橋俊夫（月・火）、井門宗之（水・木） - 13:08、14:15 ラジオショッピング | 11:30 FRIDAY MAGIC - 黒江美咲 - 12:45 痛快！あるあるラジオ - 吉川朋江、川道良明 - 14:25 - Let's Do! Safety                                                                                     |
| 12                                                                                       | 11:30 DAYDREAM MAGIC - 吉川朋江（月・火）、高橋萌（水・木） - 13:00 [J] デイリーフライヤー - 大橋俊夫（月・火）、井門宗之（水・木） - 13:08、14:15 ラジオショッピング | 11:30 DAYDREAM MAGIC - 吉川朋江（月・火）、高橋萌（水・木） - 13:00 [J] デイリーフライヤー - 大橋俊夫（月・火）、井門宗之（水・木） - 13:08、14:15 ラジオショッピング | 11:30 DAYDREAM MAGIC - 吉川朋江（月・火）、高橋萌（水・木） - 13:00 [J] デイリーフライヤー - 大橋俊夫（月・火）、井門宗之（水・木） - 13:08、14:15 ラジオショッピング | 11:30 DAYDREAM MAGIC - 吉川朋江（月・火）、高橋萌（水・木） - 13:00 [J] デイリーフライヤー - 大橋俊夫（月・火）、井門宗之（水・木） - 13:08、14:15 ラジオショッピング | 11:30 FRIDAY MAGIC - 黒江美咲 - 12:45 痛快！あるあるラジオ - 吉川朋江、川道良明 - 14:25 - Let's Do! Safety                                                                                     |
| 13                                                                                       | 11:30 DAYDREAM MAGIC - 吉川朋江（月・火）、高橋萌（水・木） - 13:00 [J] デイリーフライヤー - 大橋俊夫（月・火）、井門宗之（水・木） - 13:08、14:15 ラジオショッピング | 11:30 DAYDREAM MAGIC - 吉川朋江（月・火）、高橋萌（水・木） - 13:00 [J] デイリーフライヤー - 大橋俊夫（月・火）、井門宗之（水・木） - 13:08、14:15 ラジオショッピング | 11:30 DAYDREAM MAGIC - 吉川朋江（月・火）、高橋萌（水・木） - 13:00 [J] デイリーフライヤー - 大橋俊夫（月・火）、井門宗之（水・木） - 13:08、14:15 ラジオショッピング | 11:30 DAYDREAM MAGIC - 吉川朋江（月・火）、高橋萌（水・木） - 13:00 [J] デイリーフライヤー - 大橋俊夫（月・火）、井門宗之（水・木） - 13:08、14:15 ラジオショッピング | 11:30 FRIDAY MAGIC - 黒江美咲 - 12:45 痛快！あるあるラジオ - 吉川朋江、川道良明 - 14:25 - Let's Do! Safety                                                                                     |
| 14                                                                                       | 11:30 DAYDREAM MAGIC - 吉川朋江（月・火）、高橋萌（水・木） - 13:00 [J] デイリーフライヤー - 大橋俊夫（月・火）、井門宗之（水・木） - 13:08、14:15 ラジオショッピング | 11:30 DAYDREAM MAGIC - 吉川朋江（月・火）、高橋萌（水・木） - 13:00 [J] デイリーフライヤー - 大橋俊夫（月・火）、井門宗之（水・木） - 13:08、14:15 ラジオショッピング | 11:30 DAYDREAM MAGIC - 吉川朋江（月・火）、高橋萌（水・木） - 13:00 [J] デイリーフライヤー - 大橋俊夫（月・火）、井門宗之（水・木） - 13:08、14:15 ラジオショッピング | 11:30 DAYDREAM MAGIC - 吉川朋江（月・火）、高橋萌（水・木） - 13:00 [J] デイリーフライヤー - 大橋俊夫（月・火）、井門宗之（水・木） - 13:08、14:15 ラジオショッピング | 11:30 FRIDAY MAGIC - 黒江美咲 - 12:45 痛快！あるあるラジオ - 吉川朋江、川道良明 - 14:25 - Let's Do! Safety                                                                                     |
| 14:30 AFTERNOON COLORS -（月・火）SHOKO、（水・木）佐井祐里奈 - 14:55 [J] IMP.のIMPickup | | | | | 11:30 FRIDAY MAGIC - 黒江美咲 - 12:45 痛快！あるあるラジオ - 吉川朋江、川道良明 - 14:25 - Let's Do! Safety                                                                                     |
| 14:55 [J] IMP.のIMPickup - IMP.                                                          | | | | | |
| 15                                                                                       | 15:00 COUNTDOWN FRIDAY - ケリー隆介 | | | | |
| 16                                                                                       | 15:00 COUNTDOWN FRIDAY - ケリー隆介 | | | | |
| 17                                                                                       | 15:00 COUNTDOWN FRIDAY - ケリー隆介 | 17:00 EVENING STREET - 黒岩唯一 - 17:27 ONE LOVE の I LOVE DOG！ - 17:40 YKK AP WEATHER INFORMATION - 17:50 [J] JFN Special Life Time Audio 2023～My First Music～「14歳のプレイリスト」 | 17:00 EVENING STREET - 黒岩唯一 - 17:27 ONE LOVE の I LOVE DOG！ - 17:40 YKK AP WEATHER INFORMATION - 17:50 [J] JFN Special Life Time Audio 2023～My First Music～「14歳のプレイリスト」 | 17:00 EVENING STREET - 黒岩唯一 - 17:27 ONE LOVE の I LOVE DOG！ - 17:40 YKK AP WEATHER INFORMATION - 17:50 [J] JFN Special Life Time Audio 2023～My First Music～「14歳のプレイリスト」 | 17:00 EVENING STREET - 黒岩唯一 - 17:27 ONE LOVE の I LOVE DOG！ - 17:40 YKK AP WEATHER INFORMATION - 17:50 [J] JFN Special Life Time Audio 2023～My First Music～「14歳のプレイリスト」       |
| 18                                                                                       | 15:00 COUNTDOWN FRIDAY - ケリー隆介 | 17:00 EVENING STREET - 黒岩唯一 - 17:27 ONE LOVE の I LOVE DOG！ - 17:40 YKK AP WEATHER INFORMATION - 17:50 [J] JFN Special Life Time Audio 2023～My First Music～「14歳のプレイリスト」 | 17:00 EVENING STREET - 黒岩唯一 - 17:27 ONE LOVE の I LOVE DOG！ - 17:40 YKK AP WEATHER INFORMATION - 17:50 [J] JFN Special Life Time Audio 2023～My First Music～「14歳のプレイリスト」 | 17:00 EVENING STREET - 黒岩唯一 - 17:27 ONE LOVE の I LOVE DOG！ - 17:40 YKK AP WEATHER INFORMATION - 17:50 [J] JFN Special Life Time Audio 2023～My First Music～「14歳のプレイリスト」 | 17:00 EVENING STREET - 黒岩唯一 - 17:27 ONE LOVE の I LOVE DOG！ - 17:40 YKK AP WEATHER INFORMATION - 17:50 [J] JFN Special Life Time Audio 2023～My First Music～「14歳のプレイリスト」       |
| 19                                                                                       | 19:00 TEAM SHACHIのF&Cミュージック - TEAM SHACHI、藤巻秀平 | 17:00 EVENING STREET - 黒岩唯一 - 17:27 ONE LOVE の I LOVE DOG！ - 17:40 YKK AP WEATHER INFORMATION - 17:50 [J] JFN Special Life Time Audio 2023～My First Music～「14歳のプレイリスト」 | 17:00 EVENING STREET - 黒岩唯一 - 17:27 ONE LOVE の I LOVE DOG！ - 17:40 YKK AP WEATHER INFORMATION - 17:50 [J] JFN Special Life Time Audio 2023～My First Music～「14歳のプレイリスト」 | 17:00 EVENING STREET - 黒岩唯一 - 17:27 ONE LOVE の I LOVE DOG！ - 17:40 YKK AP WEATHER INFORMATION - 17:50 [J] JFN Special Life Time Audio 2023～My First Music～「14歳のプレイリスト」 | 17:00 EVENING STREET - 黒岩唯一 - 17:27 ONE LOVE の I LOVE DOG！ - 17:40 YKK AP WEATHER INFORMATION - 17:50 [J] JFN Special Life Time Audio 2023～My First Music～「14歳のプレイリスト」       |
| 19                                                                                       | 19:30 Brother presents Music Earth - Cocoro | 19:30 [J]高橋優のリアラジ - 高橋優 | 19:30 [i]NCT 127 ユウタのYUTA at Home - YUTA（NCT） | 19:30 RIKU RADIO STREAM - 平野莉玖 | 19:30 大須アメ横 Presents オスラバ - 高橋萌 |
| 19                                                                                       | 19:55 FM AICHI HOT TRACKS | 19:30 [J]高橋優のリアラジ - 高橋優 | 19:30 [i]NCT 127 ユウタのYUTA at Home - YUTA（NCT） | 19:30 RIKU RADIO STREAM - 平野莉玖 | 19:55 [J]JFNニュース |
| 20                                                                                       | 20:00 DD HIGH SCHOOL☆トライーネ！ - 斉藤真木子、SKE48 | 20:00 エンジ名古屋 Road To Connect - 川道良明 | 20:00 FROM STUDIO ONE - 黒江美咲 | 20:00 福寿満希とP-Loco 明音&あいの みんなみんな咲き誇れ！ - P-loco、佐々木明音、 小林あい、福寿満希 | 20:00 マジカル♡パレードBEACHの ふらふら! - マジカル♡パレードBEACH |
| 20                                                                                       | 20:30 氏神一番・P-Loco日菜の ラジオ大立ち廻り - 氏神一番（カブキロックス）、 P-loco、小鳥遊日菜 | 20:30 Work Hard, Play Hard～ぴゃもラジ～ - ENOYU、KEN.、三本健介 | 20:30 グローバルホーム presents スポットライト - NASHI（nobodyknows+）、 綾瀬麗奈 | 20:30 中電シーティーアイ Welcome Generation - 重田優平 | 20:30 須田亜香里・大倉士門 × ASUNAL TREASURE - 須田亜香里、大倉士門 |
| 21                                                                                       | 21:00 [J]アーティスト・プロデュース ・スーパー・エディション | 21:00 [J]AI Not So Different - AI | 21:00 FOOD STYLE NAVIGATION - 神谷利徳、沢井里奈 | 21:00 ROCK YOU! - Nozomi - 21:08 今月のルーキー | 21:30 Little Treasure Radio - LIT |
| 21                                                                                       | 21:00 [J]アーティスト・プロデュース ・スーパー・エディション | 21:30 手羽先センセーションのテバラジ! - 手羽先センセーション | 21:00 FOOD STYLE NAVIGATION - 神谷利徳、沢井里奈 | 21:00 ROCK YOU! - Nozomi - 21:08 今月のルーキー | 21:30 Sparky Shadow Music Wings～Ready for SDGs～ - Sparky Shadow、白瀬りぶ |
| 21                                                                                       | 21:55 カラフルダイヤモンド MEETS MY AICHI EXTRA - カラフルダイヤモンド | 21:55 カラフルダイヤモンド MEETS MY AICHI EXTRA - カラフルダイヤモンド | 21:55 カラフルダイヤモンド MEETS MY AICHI EXTRA - カラフルダイヤモンド | 21:55 カラフルダイヤモンド MEETS MY AICHI EXTRA - カラフルダイヤモンド | 21:55 FM AICHI HOT TRACKS |
| 22                                                                                       | 22:00 [T] SCHOOL OF LOCK! - こもり校長、 アンジー教頭 - 22:15（第1週）乃木坂 LOCKS! - 井上和 - 22:15（第2週） NiziU LOCKS! - NiziU - 22:15（第3週）INI LOCKS! - 髙塚大夢（INI） - 22:15（第4週） 新しい学校のリーダーズ LOCKS! - 新しい学校のリーダーズ - 22:15（第5週）期間限定 LOCKS! - 月（週）替わり - 22:55 どっちのCat or Dog - 23:00 ANZEN LOCKS!・森林部（木） - 23:08 ミセス LOCKS! - Mrs. GREEN APPLE | 22:00 [T] SCHOOL OF LOCK! - こもり校長、 アンジー教頭 - 22:15（第1週）乃木坂 LOCKS! - 井上和 - 22:15（第2週） NiziU LOCKS! - NiziU - 22:15（第3週）INI LOCKS! - 髙塚大夢（INI） - 22:15（第4週） 新しい学校のリーダーズ LOCKS! - 新しい学校のリーダーズ - 22:15（第5週）期間限定 LOCKS! - 月（週）替わり - 22:55 どっちのCat or Dog - 23:00 ANZEN LOCKS!・森林部（木） - 23:08 ミセス LOCKS! - Mrs. GREEN APPLE | 22:00 [T] SCHOOL OF LOCK! - こもり校長、 アンジー教頭 - 22:15（第1週）乃木坂 LOCKS! - 井上和 - 22:15（第2週） NiziU LOCKS! - NiziU - 22:15（第3週）INI LOCKS! - 髙塚大夢（INI） - 22:15（第4週） 新しい学校のリーダーズ LOCKS! - 新しい学校のリーダーズ - 22:15（第5週）期間限定 LOCKS! - 月（週）替わり - 22:55 どっちのCat or Dog - 23:00 ANZEN LOCKS!・森林部（木） - 23:08 ミセス LOCKS! - Mrs. GREEN APPLE | 22:00 [T] SCHOOL OF LOCK! - こもり校長、 アンジー教頭 - 22:15（第1週）乃木坂 LOCKS! - 井上和 - 22:15（第2週） NiziU LOCKS! - NiziU - 22:15（第3週）INI LOCKS! - 髙塚大夢（INI） - 22:15（第4週） 新しい学校のリーダーズ LOCKS! - 新しい学校のリーダーズ - 22:15（第5週）期間限定 LOCKS! - 月（週）替わり - 22:55 どっちのCat or Dog - 23:00 ANZEN LOCKS!・森林部（木） - 23:08 ミセス LOCKS! - Mrs. GREEN APPLE | 22:00 [T] SCHOOL OF LOCK! FRIDAY - 22:00 学校運営戦略会議 - 22:30 ビーバー LOCKS! - SUPER BEAVER - 22:55 ECC presents SOLフューチャー宣言!（TOKYO FM、エフエム大阪 東名阪3局ネット）           |
| 23                                                                                       | 22:00 [T] SCHOOL OF LOCK! - こもり校長、 アンジー教頭 - 22:15（第1週）乃木坂 LOCKS! - 井上和 - 22:15（第2週） NiziU LOCKS! - NiziU - 22:15（第3週）INI LOCKS! - 髙塚大夢（INI） - 22:15（第4週） 新しい学校のリーダーズ LOCKS! - 新しい学校のリーダーズ - 22:15（第5週）期間限定 LOCKS! - 月（週）替わり - 22:55 どっちのCat or Dog - 23:00 ANZEN LOCKS!・森林部（木） - 23:08 ミセス LOCKS! - Mrs. GREEN APPLE | 22:00 [T] SCHOOL OF LOCK! - こもり校長、 アンジー教頭 - 22:15（第1週）乃木坂 LOCKS! - 井上和 - 22:15（第2週） NiziU LOCKS! - NiziU - 22:15（第3週）INI LOCKS! - 髙塚大夢（INI） - 22:15（第4週） 新しい学校のリーダーズ LOCKS! - 新しい学校のリーダーズ - 22:15（第5週）期間限定 LOCKS! - 月（週）替わり - 22:55 どっちのCat or Dog - 23:00 ANZEN LOCKS!・森林部（木） - 23:08 ミセス LOCKS! - Mrs. GREEN APPLE | 22:00 [T] SCHOOL OF LOCK! - こもり校長、 アンジー教頭 - 22:15（第1週）乃木坂 LOCKS! - 井上和 - 22:15（第2週） NiziU LOCKS! - NiziU - 22:15（第3週）INI LOCKS! - 髙塚大夢（INI） - 22:15（第4週） 新しい学校のリーダーズ LOCKS! - 新しい学校のリーダーズ - 22:15（第5週）期間限定 LOCKS! - 月（週）替わり - 22:55 どっちのCat or Dog - 23:00 ANZEN LOCKS!・森林部（木） - 23:08 ミセス LOCKS! - Mrs. GREEN APPLE | 22:00 [T] SCHOOL OF LOCK! - こもり校長、 アンジー教頭 - 22:15（第1週）乃木坂 LOCKS! - 井上和 - 22:15（第2週） NiziU LOCKS! - NiziU - 22:15（第3週）INI LOCKS! - 髙塚大夢（INI） - 22:15（第4週） 新しい学校のリーダーズ LOCKS! - 新しい学校のリーダーズ - 22:15（第5週）期間限定 LOCKS! - 月（週）替わり - 22:55 どっちのCat or Dog - 23:00 ANZEN LOCKS!・森林部（木） - 23:08 ミセス LOCKS! - Mrs. GREEN APPLE | 23:00 [T] もにゅそで 知らんけどアッパー - もにゅそで |
| 23                                                                                       | 23:55 FM AICHI HOT TRACKS | 23:55 FM AICHI HOT TRACKS | 23:55 FM AICHI HOT TRACKS | 23:55 FM AICHI HOT TRACKS | 23:55 FM AICHI HOT TRACKS |
| 24                                                                                       | 24:00 [T] JET STREAM - 福山雅治 | 24:00 [T] JET STREAM - 福山雅治 | 24:00 [T] JET STREAM - 福山雅治 | 24:00 [T] JET STREAM - 福山雅治 | 24:00 [T] JET STREAM - 福山雅治 |
| 24                                                                                       | 24:55 [J]JFNニュース | | | | |
| 25                                                                                       | 25:00 [T] TOKYO SPEAKEASY | 25:00 [T] TOKYO SPEAKEASY | 25:00 [T] TOKYO SPEAKEASY | 25:00 [T] TOKYO SPEAKEASY | 25:00 [J]From INI |
| 26                                                                                       | 26:00 JGの気ままにNIGHT FLIGHT - JG | 26:00 甘党男子 石塚のウマい話 - 石塚利彦（甘党男子） | 26:00 iPASSの 「もっと好きに なっちゃえよ♡」 iPASS | 26:00 橋川聖のらじおですねん。- 橋川聖 | 25:00 [J]From INI |
| 26                                                                                       | 26:30 ジエメイの姉妹飯店 - ジエメイ | 26:30 Multiply Radio - 鈴木明 | 26:30 4WD - 4WORD | 26:30 suさんのどこかの誰かと - suさん. | 25:00 [J]From INI |
| 27                                                                                       | 27:00 [J]Laid-Back radio - Aimer | 27:00 クモリノチ。島山裕允の！ クモリノチはれでぃお！ - クモリノチ。、島山裕允 | 27:00 HIGH FIVE - DAISUKE | 27:00 [J]LEGENDS - 週替わり | 27:00 [J]ウチらのイイブン！ - すがちゃん最高No.1 |
| 27                                                                                       | 27:30 深夜喫茶 ペチャペチャマンディ | 27:30 [J]クリープハイプ 尾崎世界観 声にしがみついて - 尾崎世界観（クリープハイプ） | 27:30 [T] s**t kingzのダンサー だってしゃべりたい - s**t kingz | 27:55 FM AICHI HOT TRACKS | 27:00 [J]ウチらのイイブン！ - すがちゃん最高No.1 |
| 28                                                                                       | 28:00 monthly album recommend（再放送） - 黒江美咲 | 28:00 monthly album recommend（再放送） - 黒江美咲 | 28:00 monthly album recommend（再放送） - 黒江美咲 | 28:00 monthly album recommend（再放送） - 黒江美咲 | 27:00 [J]ウチらのイイブン！ - すがちゃん最高No.1 |

### 休日
| 時 | 土曜 | 日曜                                                                                                  |
| -- | --- | --- |
| 5  | 5:00 旬!SHUN!ピックアップ                                                                                               | 5:00 [J]ハリセンボンの「かっぽじ気分」 - ハリセンボン                                                 |
| 5  | 5:15 FM AICHI Premium Song History                                                                                      | 5:00 [J]ハリセンボンの「かっぽじ気分」 - ハリセンボン                                                 |
| 5  | 5:55 FM AICHI HOT TRACKS/ FM AICHI INFORMATION（毎月最終土曜のみ）                                                      | 5:30 [J] Sound Library ～世界にひとつだけの本～ - 木村多江                                            |
| 6  | 6:00 ONE MORNING SATURDAY - 山本航生 - 7:30 アイチ・サタデー・トピックス（第1・3週）                                    | 6:00 天使のモーニングコール - 白倉律子                                                                |
| 6  | 6:00 ONE MORNING SATURDAY - 山本航生 - 7:30 アイチ・サタデー・トピックス（第1・3週）                                    | 6:30 小倉・IMALUの○○玉手箱 - 小倉淳、IMALU                                                            |
| 6  | 6:00 ONE MORNING SATURDAY - 山本航生 - 7:30 アイチ・サタデー・トピックス（第1・3週）                                    | 6:45 寝たきり社長のおはようエール - 佐藤仙務、吉川朋江                                                |
| 7  | 6:00 ONE MORNING SATURDAY - 山本航生 - 7:30 アイチ・サタデー・トピックス（第1・3週）                                    | 7:00 名フィル クラシック・スクエア - 大島由美子、名古屋フィルハーモニー交響楽団                       |
| 7  | 6:00 ONE MORNING SATURDAY - 山本航生 - 7:30 アイチ・サタデー・トピックス（第1・3週）                                    | 7:30 [T] 杉浦太陽・村上佳菜子 日曜まなびより - 杉浦太陽、村上佳菜子                                   |
| 7  | 6:00 ONE MORNING SATURDAY - 山本航生 - 7:30 アイチ・サタデー・トピックス（第1・3週）                                    | 7:55 FM AICHI HOT TRACKS                                                                              |
| 8  | 8:00 ダイドー おは・クラ・サタデー with セントラル愛知交響楽団 - 佐井祐里奈、マーシー山本教授（セントラル愛知交響楽団） | 8:00 ラ・ヴィ・アン・ローズ - 奥井真実子                                                              |
| 8  | 8:30 la CASA presents Design×Life Goes On - 水城あやの                                                                  | 8:30 [T] 太田胃散 presents DAIGOのOHAYO-WISH!! - DAIGO （TOKYO FM、エフエム大阪 東名阪3局ネット）     |
| 8  | 8:55 [J]JFNニュース | |
| 9  | 9:00 Human Cheers Your Way - 後藤理沙子                                                                                 | 9:00 小倉・IMALUの○○玉手箱 - 小倉淳、IMALU                                                            |
| 9  | 9:00 Human Cheers Your Way - 後藤理沙子                                                                                 | 9:15 FROM STUDIO ONE - 山内智貴                                                                       |
| 9  | 9:30 沢井里奈のさわやか#さわーたいむ - 沢井里奈                                                                         | 9:30 NMB48 小嶋花梨の“旅する Morning Ship” supported by 商船三井さんふらわあ - 小嶋花梨               |
| 9  | 9:55 FM AICHI HOT TRACKS                                                                                                | |
| 10 | 10:00 [T] SPORTS BEAT supported by TOYOTA - 藤木直人、高見侑里                                                          | 10:00 [T] ASKA Terminal Melody - 小山ジャネット愛子                                                   |
| 10 | 10:00 [T] SPORTS BEAT supported by TOYOTA - 藤木直人、高見侑里                                                          | 10:30 [T] YKK AP presents 皆藤愛子の窓café〜窓辺でcafé time〜 - 皆藤愛子                              |
| 10 | 10:50 [J] コスモ アースコンシャス アクト 未来へのメッセージ                                                             | |
| 10 | 10:55 [J] Car Life Up To You - 竹岡圭                                                                                   | 10:55 [J] ゴルフ大好き宣言 - 山本潤                                                                   |
| 11 | 11:00 [J]Little Glee Monster「Join Us!」 - Little Glee Monster                                                          | 11:00 [T] 菊池風磨 hoursz - 菊池風磨                                                                  |
| 11 | 11:30 [J]NOA’s ASIAN TREND - NOA                                                                                        | 11:30 [T] 木村拓哉 Flow - 木村拓哉                                                                    |
| 11 | 11:30 [J]NOA’s ASIAN TREND - NOA                                                                                        | 11:55 FM AICHI HOT TRACKS                                                                             |
| 12 | 12:00 平和堂 Happy Together - 佐野瑛厘                                                                                  | 12:00 [T] 津田健次郎 SPEA/KING - 津田健次郎                                                           |
| 12 | 12:30 Menicon Music Contact                                                                                             | 12:30 [T] CHINTAI presents きゃりーぱみゅぱみゅ Chapter＃0〜Touch Your Heart〜 - きゃりーぱみゅぱみゅ |
| 12 | 12:55 [J]JFNニュース | 12:55 [J]JFNニュース Do! Safety Information ※Do! Safety100日間無事故無違反コンテスト期間中のみ        |
| 13 | 13:00 [T] JA全農 COUNTDOWN JAPAN - 遠山大輔、潮紗理菜                                                                   | 13:00 [T] いいこと、聴いた - 秋元康、小島瑠璃子                                                       |
| 13 | 13:53 [T] KUMON 笑顔100点満点 大学生リレー                                                                              | 13:55 ［OH］マクセル meets カレッジナレッジ - 坂口有望                                                |
| 13 | 13:55 FM AICHI HOT TRACKS                                                                                               | 13:55 ［OH］マクセル meets カレッジナレッジ - 坂口有望                                                |
| 14 | 14:00 [T] 福山雅治 福のラジオ - 福山雅治                                                                                | 14:00 [T] 山下達郎のサンデー・ソングブック - 山下達郎                                                 |
| 14 | 14:55 [T]TOKYO こども TIMES - 杉浦太陽                                                                                  | 14:55 ［T］ 三井倉庫グループ presents 未来に「つなぐ」物語 - 笠間淳                                   |
| 15 | 15:00 [T] 丸山茂樹のMOVING SATURDAY - 丸山茂樹                                                                          | 15:00 [T] 日本郵便 SUNDAY'S POST - 小山薫堂、宇賀なつみ                                               |
| 15 | 15:25 [T] 日本住宅ローン GO!GO!家族 - チョコレートプラネット                                                            | 15:00 [T] 日本郵便 SUNDAY'S POST - 小山薫堂、宇賀なつみ                                               |
| 15 | 15:30 [T] 広瀬すずの｢よはくじかん｣ - 広瀬すず                                                                           | 15:00 [T] 日本郵便 SUNDAY'S POST - 小山薫堂、宇賀なつみ                                               |
| 15 | 15:50 [T] ルートインホテルズ presents とっておきここだけの旅～ここ旅～                                                  | |
| 15 | 15:55 サウンド・ステップス - 黒江美咲                                                                                   | 15:55 WHITE HOUSE presents Clean Dental - 小林美鈴                                                    |
| 16 | 16:00 [T] リリー・フランキー 「スナック・ラジオ」- リリー・フランキー                                                   | 16:00 [T] ももいろクローバーZのSUZUKI ハッピー・クローバー! - ももいろクローバーZ                     |
| 16 | 16:55 [T] JFNニュース                                                                                                   | |
| 17 | 17:00 [T] 川島明 そもそもの話 - 川島明（麒麟）                                                                          | 17:00 [T] NISSAN あ、安部礼司〜BEYOND THE AVERAGE                                                     |
| 17 | 17:55 [T] 一建設 presents おうちのはなし - 髙橋ひかる                                                                   | 17:55 [J] My Style，Camp Life～自分と向き合うくらし～ - 西村瑞樹（バイきんぐ）                        |
| 18 | 18:00 [J]いきものがかり吉岡聖恵のうたいろRadio - 吉岡聖恵（いきものがかり）                                             | 18:00 Uny Oil Presents Sunset Radio 〜Driving Together〜 - 川崎育美                                   |
| 18 | 18:30 Buzz dela - dela                                                                                                  | 18:30 稲葉寿美のVintage Life Stories - 稲葉寿美                                                       |
| 19 | 19:00 GLOBAL R-VISION - 安藤竜二、高橋萌                                                                                | 19:00 SUNDAY SPECIAL（特別番組枠） （編成なき場合）FM AICHI Premium Song History                      |
| 19 | 19:30 ブラス・ミュージック - 村上佳菜子、河合達明                                                                       | 19:00 SUNDAY SPECIAL（特別番組枠） （編成なき場合）FM AICHI Premium Song History                      |
| 20 | 20:00 ATSUMI MOTORS Do You Know RADIO？ - 重田優平、鈴木大智                                                            | 20:00 SUNDAY RADIO CONNECTION - 清水由紀                                                              |
| 20 | 20:30 IN OUR NIGHT - 山内智貴                                                                                           | 20:30 柴田玲のGOOD YELL SUNDAY - 柴田玲、馬場規子、渡邊晶子                                           |
| 21 | 21:00 [J] イナズマロックラジオ - 西川貴教                                                                               | 21:00 YAK.の四葉のクローバー・・・あげる - YAK.                                                       |
| 21 | 21:30 RAD ROCK RADIO-with 2YOU MAGAZINE - 柴山順次、Maki                                                                | 21:30 MUSIC PLANET presents RADIO★PLANET Aichi - 重田優平                                             |
| 22 | 22:00 [T] ドリームハート - 茂木健一郎                                                                                   | 22:00 [T] SPITZ草野マサムネのロック大陸漫遊記 -草野マサムネ（SPITZ）                                  |
| 22 | 22:30 [T] SEKAI NO OWARI "The House" - SEKAI NO OWARI                                                                   | 22:00 [T] SPITZ草野マサムネのロック大陸漫遊記 -草野マサムネ（SPITZ）                                  |
| 22 | 22:55 [J] JFNニュース                                                                                                   | |
| 23 | 23:00 [T] 桑田佳祐のやさしい夜遊び - 桑田佳祐                                                                           | 23:00 [T] 鈴木敏夫のジブリ汗まみれ - 鈴木敏夫                                                         |
| 23 | 23:00 [T] 桑田佳祐のやさしい夜遊び - 桑田佳祐                                                                           | 23:30 [T] The Classic - Red Eye / 渡辺志保                                                            |
| 23 | 23:55 FM AICHI HOT TRACKS                                                                                               | |
| 24 | 24:00 ペットショップワンラブグループの山本圭壱と今夜も井戸端会議 - 山本圭壱、山口千景                                   | 24:00 レディオ・スターダスト - 星屑輝矢（微熱DANJI）/ 北川綾巴                                        |
| 24 | 24:00 ペットショップワンラブグループの山本圭壱と今夜も井戸端会議 - 山本圭壱、山口千景                                   | 24:30 太郎ちゃんの元氣が出るラジオ - 太郎ちゃん、堀江美穂                                             |
| 25 | 25:00 もうひとつの土曜日 - 長崎和弘、渡辺琴                                                                             | 25:00 Good Choice Radio - PaniCrew、YOHEY、高橋雄作（TP）                                             |
| 25 | 25:30 HEADBANGERS CLUB - 丹下眞也（OUTRAGE）、犬塚絢香                                                                  | 25:30 劇団エフエム 30-DELUX - 清水順二                                                                |
| 26 | 26:00 はるのまいのFantastic Life - はるのまい                                                                           | 26:00 番組休止中                                                                                      |
| 26 | 26:30 Neo JapanesqueのNeo楽RADIONeo - Neo Japanesque                                                                    | 26:00 番組休止中                                                                                      |
| 27 | 27:00 [J] Chageの音道 - Chage                                                                                           | 26:00 番組休止中                                                                                      |
| 27 | 27:55 FM AICHI HOT TRACKS                                                                                               | 26:00 番組休止中                                                                                      |
| 28 | 28:00 [J] MUSIC TOURIST - Ryo‘LEFTY’Miyata(cross-dominance)                                                             | 26:00 番組休止中                                                                                      |
| 28 | 28:30 [J] 武井壮・とにかく明るい安村 THE WORLD CLASS - 武井壮、とにかく明るい安村                                       | 26:00 番組休止中                                                                                      |

## 主なキャンペーン

### 現在
- Special Week（毎年6月中旬、12月中旬） - 聴取率調査週間に行う、プレゼントキャンペーン
- HOT SUMMER（7月中旬 - 8月31日） - 毎年恒例のサマーキャンペーン。
- FM AICHI SAFETY DRIVERS CAMPAIGN "Do!Safety"（毎年夏と冬） - 無事故無違反100日間キャンペーン。1998年より開始。

### 過去
- EARLY SUMMER（6月）
- FM AICHI POWER PLAY（2020年4月改編より廃止。同名の番組も存在しなくなった。）

## パーソナリティ

### 現在
- 吉川朋江
- 黒岩唯一
- マルコ石本
- 佐井祐里奈
- 橋口侑佳
- 山口千景
- 黒江美咲
- Nozomi（33 Insanity's Vertebra）
- 重田優平
- ケリー隆介
- Cocoro
- 川道良明
- 神田沙織
- 宮川美保
- 東條裕
- 高井泉帆
- 水城あやの
- 崎正宗
- 小林美鈴
- 米谷恭輔(BMK)
- 小林周平
- 安藤竜二
- 大島由美子
- 荻田里佳
- 高橋萌
- YO!YO!YOSUKE
- 山本航生

### 過去
- 青木小夜子
- 柴田チコ
- 平松圭子
- 日比野正裕
- 永井めぐみ
- 小松肇
- 勇直子
- 稲垣素子
- 原田真弓
- 山口京子
- 西島伊都子
- 西規之
- 若宮テイ子
- トニー・アンダーソン
- 安藤真由美
- 上田定行
- 長谷川昌子
- 岡本祐佳
- 水原久美
- 高木繭子
- 沢知恵
- 井上睦都実
- 木河淳
- 中沢礼子
- 杉本彩
- 児島未散
- 土開仁美
- 佐野瑛厘（当時：佐野恵里）
- 黒川あつ子（SEAGULLS）
- 小椋弘恵
- 柿原朱美
- 藤田ミキト（バナナギャングス）
- 中崎英也
- 加藤いづみ
- 石岡美紀
- 下雅意善規
- 吉川みき（B#）
- 小島一宏
- 相田翔子
- 一番星哲也（NOISE FACTORY）
- 川本えこ
- 赤坂泰彦
- 松本ともこ
- 間宮優希
- 西田新
- 原さやか
- アキコイイジマ
- 平野聡
- くまきもえ

## アナウンサー
過去
- 津島美佐子
- 伊藤榮一郎
- 高橋公明
- 駒村真
- 小林龍彦
- 東條裕
- 渡邊修
- 中村謙太